# Viola nuttallii
Viola nuttallii Pursh – gatunek roślin z rodziny fiołkowatych (Violaceae). Występuje naturalnie w Kanadzie (w prowincjach Alberta, Manitoba i Saskatchewan) oraz Stanach Zjednoczonych (w Arizonie, Kolorado, Iowa, Kansas, Minnesocie, Montanie, Nebrasce, Nowym Meksyku, Dakocie Północnej, Dakocie Południowej, Utah i Wyoming). 

## Morfologia
PokrójBylina dorastająca do 2–27 cm wysokości, tworzy kłącza.
LiścieBlaszka liściowa ma owalny, eliptyczny lub lancetowaty kształt. Mierzy 1–9 cm długości oraz 0,6–2,5 cm szerokości, jest całobrzega lub piłkowana na brzegu, ma zbiegającą po ogonku nasadę i ostry lub tępy wierzchołek. Ogonek liściowy jest nagi i ma 2–17 cm długości. Przylistki są równowąsko lancetowate.
KwiatyPojedyncze, wyrastające z kątów pędów. Mają działki kielicha o równowąsko lancetowatym kształcie. Płatki są odwrotnie jajowate i mają żółtą barwę, dolny płatek jest odwrotnie sercowaty, mierzy 6-13 mm długości, posiada obłą ostrogę o długości 1-2 mm.
OwoceTorebki mierzące 4-10 mm długości, o jajowatym kształcie.

## Biologia i ekologia
Rośnie w lasach, na łąkach, brzegach cieków wodnych i skarpach. Występuje na wysokości od 400 do 2600 m n.p.m.